# اچ‌ام‌اس گلاسگو (سی۲۱)
اچ‌ام‌اس گلاسگو (سی۲۱) (به انگلیسی: HMS Glasgow (C21)) یک کشتی بود که طول آن ۵۵۸ فوت (۱۷۰ متر) بود. این کشتی در سال ۱۹۳۶ ساخته شد.